# Palindrom (genetika)

Plastidová DNA má typické oblasti IR

Palindrom je v genetice sekvence nukleové kyseliny (DNA nebo RNA, která je stejná, pokud se čte od 5' konce k 3' konci jednoho vlákna a od 5' konce k 3' konci na komplementárním vlákně (viz direkcionalita a příklad v textu)). Sekvence rozeznávaná restrikčními endonukleázami jsou často palindromické.
Příklad palindromické sekvence:
```
 5'- G  A  A  T  T  C -3'
 3'- C  T  T  A  A  G -5'
```

Jako palindrom se někdy nepřesně označuje také invertovaná repetice (inverted repeat, z angl. inverted–obrácený a repeat-opakování), někdy zkráceně IR, tedy sekvence nukleotidů (v DNA či RNA), která je komplementární k jiné sekvenci, ale pořadí bází je zrcadlově obrácené. Příkladem je řetězec:
```
---CCTGCXXXXXXXGCAGG---
```

který může vytvářet vlásenku následující podoby:
```
---C G---
   C G
   T A
   G C
   C G
   X X
  X   X
   X X
    X
```

Invertované repetice je možné najít na koncích řetězce transpozonů, v určité části plastidové DNA, ale také v místech, kde může docházet k párování bází mezi řetězci.